# Ucháč (Wysoki Jesionik)
Ucháč (historyczna nazwa niem. Ohren Berg) – szczyt (góra) o wysokości 1010 m n.p.m. (podawana jest też wysokość 1008 m n.p.m. , 1008,6 m n.p.m.  lub 1009,0 m n.p.m. ), w paśmie górskim Wysokiego Jesionika (cz. Hrubý Jeseník), w północno-wschodnich Czechach, w Sudetach Wschodnich, na Morawach, w obrębie gminy Loučná nad Desnou, blisko osady Přemyslov, oddalony o około 13,1 km na zachód od szczytu góry Pradziad (cz. Praděd). Jest jednym z niższych tzw. tysięczników (szczytów o wysokości ponad 1000 m n.p.m.), bowiem wysokość jego tylko nieznacznie przekracza tę wielkość oraz najdalej na zachód położonym szczytem (tysięcznikiem) tego pasma . Rozległość góry (powierzchnia stoków) szacowana jest na około 5,8 km², a średnie nachylenie wszystkich stoków wynosi około 11°.

## Historia góry

### Nieistniejąca osada Sklená (huta szkła)
U podnóża stoku zachodniego góry Ucháč, blisko osady Pusté Žibřidovice istniała niegdyś inna osada o nazwie Sklená (niem. Glasdorf). Pierwsza wzmianka o tej osadzie pochodzi z dokumentu biskupa ołomunieckiego Stanislava Thurzy z 1501 roku, kiedy to liczyła siedmiu osadników narodowości niemieckiej. Po II wojnie światowej w wyniku zmian administracyjnych i politycznych, mieszkańcy zostali wysiedleni, a osada została wykreślona w latach 60. XX wieku z rejestru katastralnego. W latach 90. XX wieku na obszarze nieistniejącej osady Sklená przeprowadzono badania archeologiczne, w wyniku których stwierdzono, że w drugiej połowie XVI wieku działała tu huta szkła. Podczas wykopalisk odkryto m.in. prawdopodobne kamienne fundamenty pieca szklarskiego, części wyrobów czy fragmenty misek szklanych. 

## Charakterystyka

### Lokalizacja

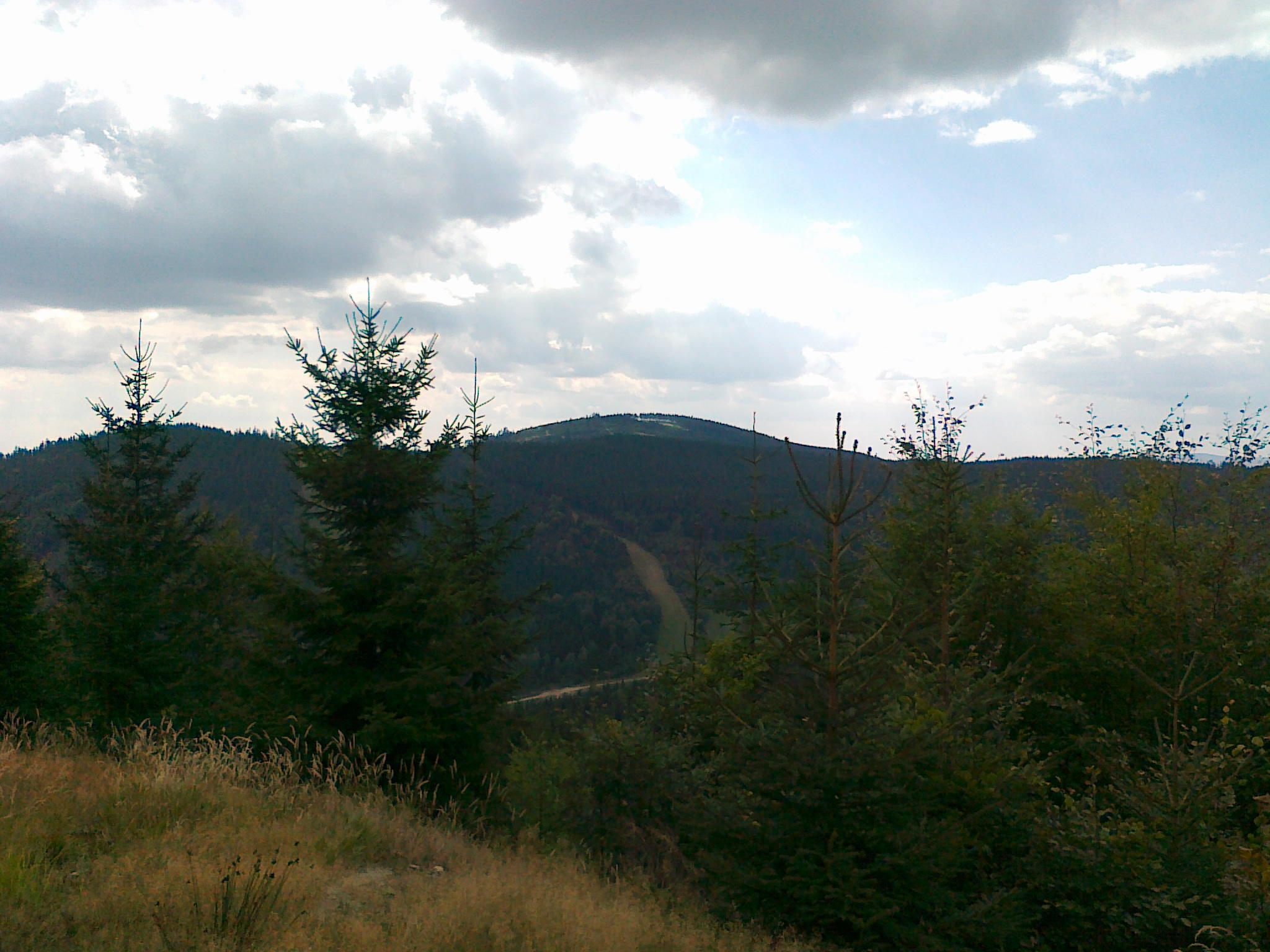
Widok ze stoku góry Černá stráň na szczyty Jelení skalka, Ucháč (poniżej drugorzędny szczyt Ucháč–SV) oraz Tři kameny (2018 rok)

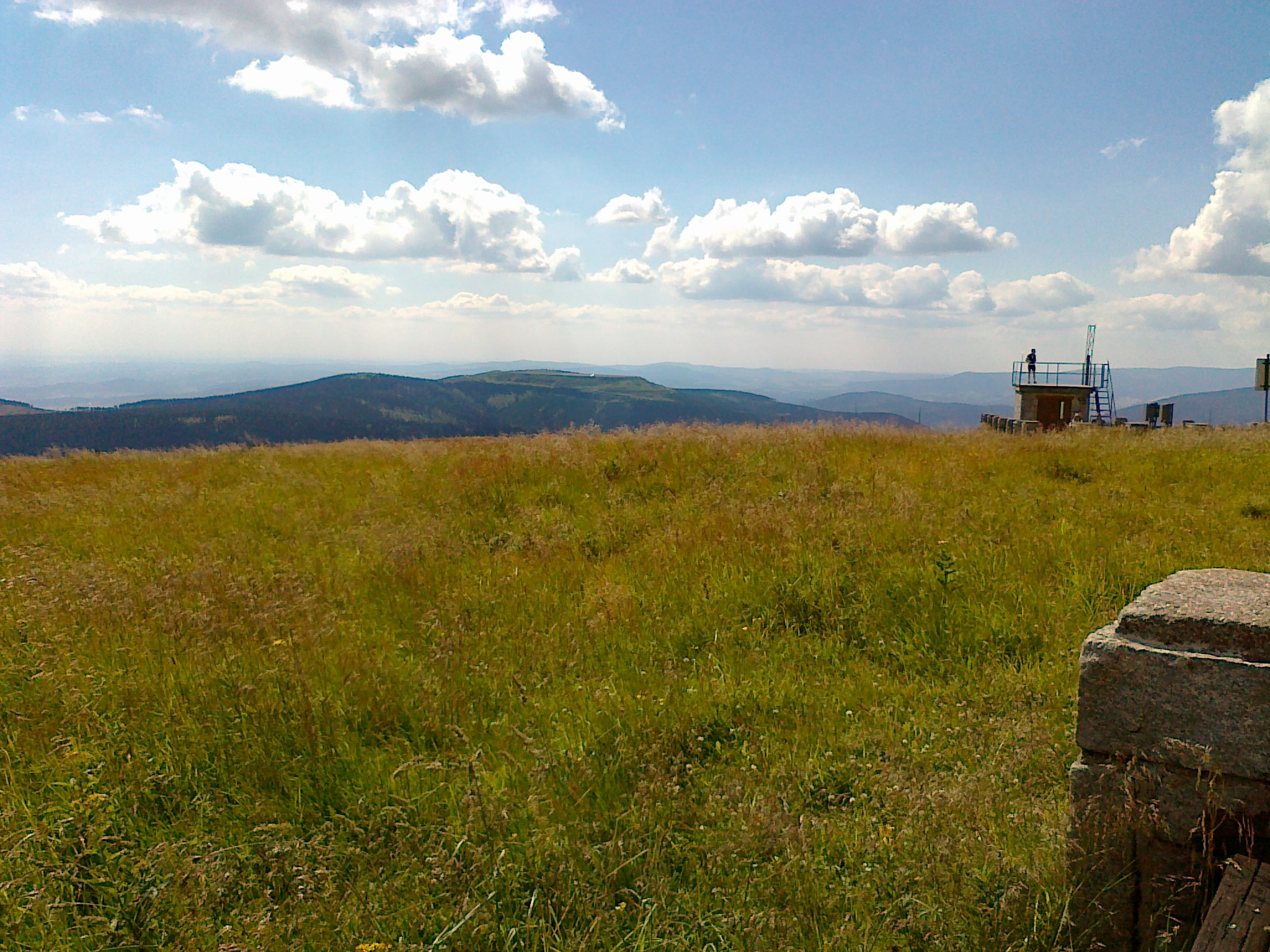
Widok ze szczytu góry Pradziad na góry: Vřesník, Dlouhé stráně (nad nią szczyt Mravenečníka), Kamenec (1) i Medvědí hora (na nią słabo widoczny szczyt góry Ucháč) (2015 rok)

Góra Ucháč położona jest w zachodnim rejonie całego pasma Wysokiego Jesionika, leżącą w części Wysokiego Jesionika, w południowym obszarze (mikroregionu) o nazwie Masyw Keprníka (cz. Keprnická hornatina), a jednocześnie przy granicy z sąsiednim pasmem o nazwie Hanušovická vrchovina. Charakterystyczną cechą góry są zlokalizowane na kopule szczytowej w odległości niespełna 200 m dwa szczyty mające tę samą wysokość . Z uwagi na swoją wysokość Ucháč jest górą trudno rozpoznawalną, która w porównaniu ze znacznie wyższymi górami tego pasma, utrudnia jej rozpoznanie. Z przebiegającej blisko niej drogi krajowej nr 44 Jesionik (cz. Jeseník) – Šumperk oraz drogi Rejhotice – Nové Losiny jest praktycznie niewidoczna, a z przełęczy Přemyslovské sedlo można dostrzec jedynie stok drugorzędnego szczytu Ucháč–SV. Jest górą rozpoznawalną i widoczną m.in. z drogi okalającej połać szczytową góry Pradziad (widoczna powyżej linii patrzenia na szczyt Medvědí hora) czy też z innego charakterystycznego punktu widokowego – z drogi okalającej szczyt góry Dlouhé stráně (widoczna powyżej linii patrzenia na szczyt Kamenec (1)). W rozpoznaniu jednak najlepiej posiłkować się dostępnymi mapami ułatwiającymi jej bliższą lokalizację.
Górę ograniczają: od północnego zachodu dolina potoku Sklená voda, płynącego w dolinie o nazwie Sklenská dolina, od północy mało wybitna przełęcz o wysokości 897 m n.p.m. w kierunku góry Tři kameny, od północnego wschodu dolina potoku o nazwie Přemyslovský potok i przełęcz o wysokości 915 m n.p.m. w kierunku szczytu Jelení skalka, od wschodu i południowego wschodu dolina potoku Losinka, od południa Bukový vrch i dolina potoku Medvědí potok, od południowego zachodu przełęcz o wysokości 744 m n.p.m. w kierunku szczytu Pekařovský vrch–V oraz od zachodu dolina nienazwanego potoku, będącego dopływem potoku Sklená voda. W otoczeniu góry znajdują się następujące szczyty: od północy Tři kameny, od północnego wschodu Černá stráň–ZSZ, Černá stráň i Jelení skalka, od wschodu Jelení skok, od południowego wschodu Loveč–S (szczyt leży w paśmie Hanušovická vrchovina) i Bukový vrch, od południa nienazwany szczyt o wysokości 635 m n.p.m., od południowego zachodu nienazwany szczyt o wysokości 655 m n.p.m., Studenec, Pekařovský vrch i Pekařovský vrch–V, od zachodu nienazwany szczyt o wysokości 673 m n.p.m. oraz od północnego zachodu Dlouhá stráň (siedem ostatnich szczytów leży w paśmie Hanušovická vrchovina), Sklenský vrch, Sklenský vrch–V i Tři kameny–SZ.

### Stoki
W obrębie góry można wyróżnić siedem następujących zasadniczych stoków :
- północny
- północno-wschodni
- wschodni
- południowo-wschodni
- południowy o nazwie Nad Pekařskou cestou
- południowo-zachodni o nazwie Javoří
- zachodnie o nazwach Sklená, Na Ucháči

Występują tu wszystkie typy zalesienia: bór świerkowy, las mieszany oraz las liściasty, przy czym dominuje zalesienie lasem mieszanym. Prawie wszystkie stoki oprócz północnego poza gęstym lasem miesznym pokryte są borem świerkowym, a wraz z obniżaniem wysokości pojawiają się obszary lasu liściastego, natomiast u podnóży stoków północno-wschodniego, południowo-wschodniego, południowo-zachodniego i zachodniego pojawiają się nawet łąki. Wszystkie stoki charakteryzują się znaczną zmiennością wysokości zalesienia, z występującymi pasmowymi przecinkami, polanami, przerzedzeniami i ogołoceniami. Na stokach południowo-wschodnim, południowym i południowo-zachodnim występują pojedyncze większe skaliska oraz na stoku południowo-wschodnim grupa skalna o nazwie (cz. Bukovická skalka). Ponadto na stokach południowo-wschodnim i południowym występują niewielkie obszary głazowisk. U podnóża stoku południowo-wschodniego, przy osadzie Bukovice przebiega napowietrzna linia przesyłowa prądu o napięciu 22 kV. 
Stoki mają stosunkowo jednolite, na ogół łagodne i mało zróżnicowane nachylenia. Średnie nachylenie stoków waha się bowiem od 8° (stok północno-wschodni) do 15° (stok południowo-wschodni). Średnie nachylenie wszystkich stoków góry (średnia ważona nachyleń stoków) wynosi około 11°. Maksymalne średnie nachylenie stoku południowego, blisko czerwonego szlaku turystycznego  i czerwonego szlaku rowerowego , na wysokościach około 740 m n.p.m., na odcinku 50 m nie przekracza 30°. Stoki pokryte są siecią dróg (m.in. Pekařovská cesta) oraz na ogół nieoznakowanych ścieżek i duktów. Przemierzając je zaleca się korzystanie ze szczegółowych map, z uwagi na zawiłości ich przebiegu, zalesienie oraz zorientowanie w terenie.

#### Bukovická skalka
Na stoku południowo-wschodnim, w odległości około 850 m na południowy wschód od szczytu, na wysokości około 825 m n.p.m. znajduje się na długości około 70 m grupa skalna o nazwie (Bukovická skalka lub Skály nad Bukovicemi) o wysokości 841 m n.p.m., w pobliżu przebiegającego nieopodal czerwonego szlaku turystycznego . Skaliska zbudowane są z gnejsów z żyłami kwarcytowymi. Najwyższa ściana grupy skalnej ma wysokość około 15 m. Jest ona częściowo zalesiona przeważnie borem świerkowym. Blisko niej znajduje się położony na wschód niewielki obszar głazowisk.
Dojście do niej następuje z czerwonego szlaku turystycznego , od którego biegnie ścieżka, którą należy przejść odcinek o długości około 150 m. Przy przejściu przez skaliska należy zachować szczególną ostrożność.

### Szczyt główny

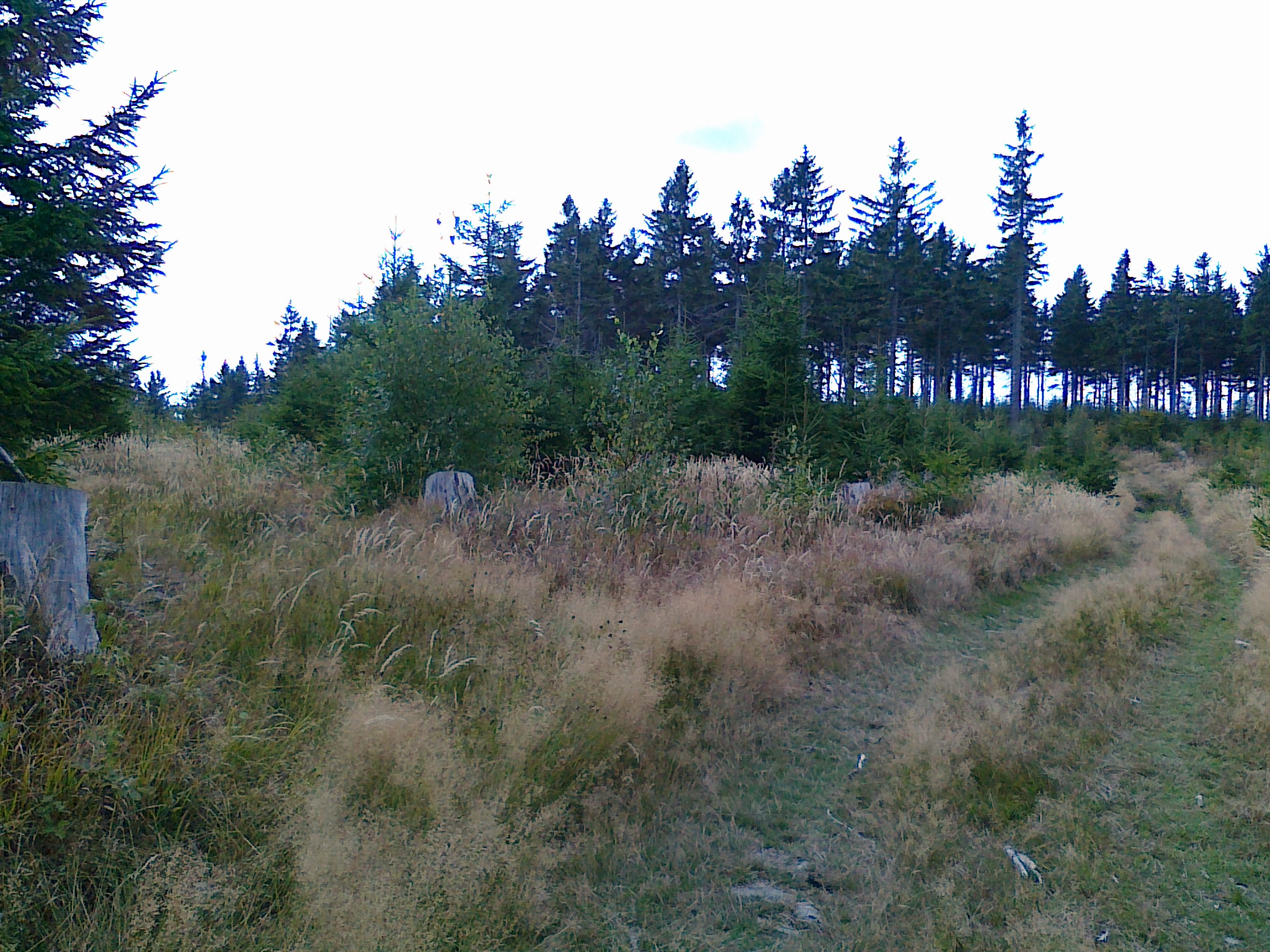
Połać szczytowa góry Ucháč (2018 rok)

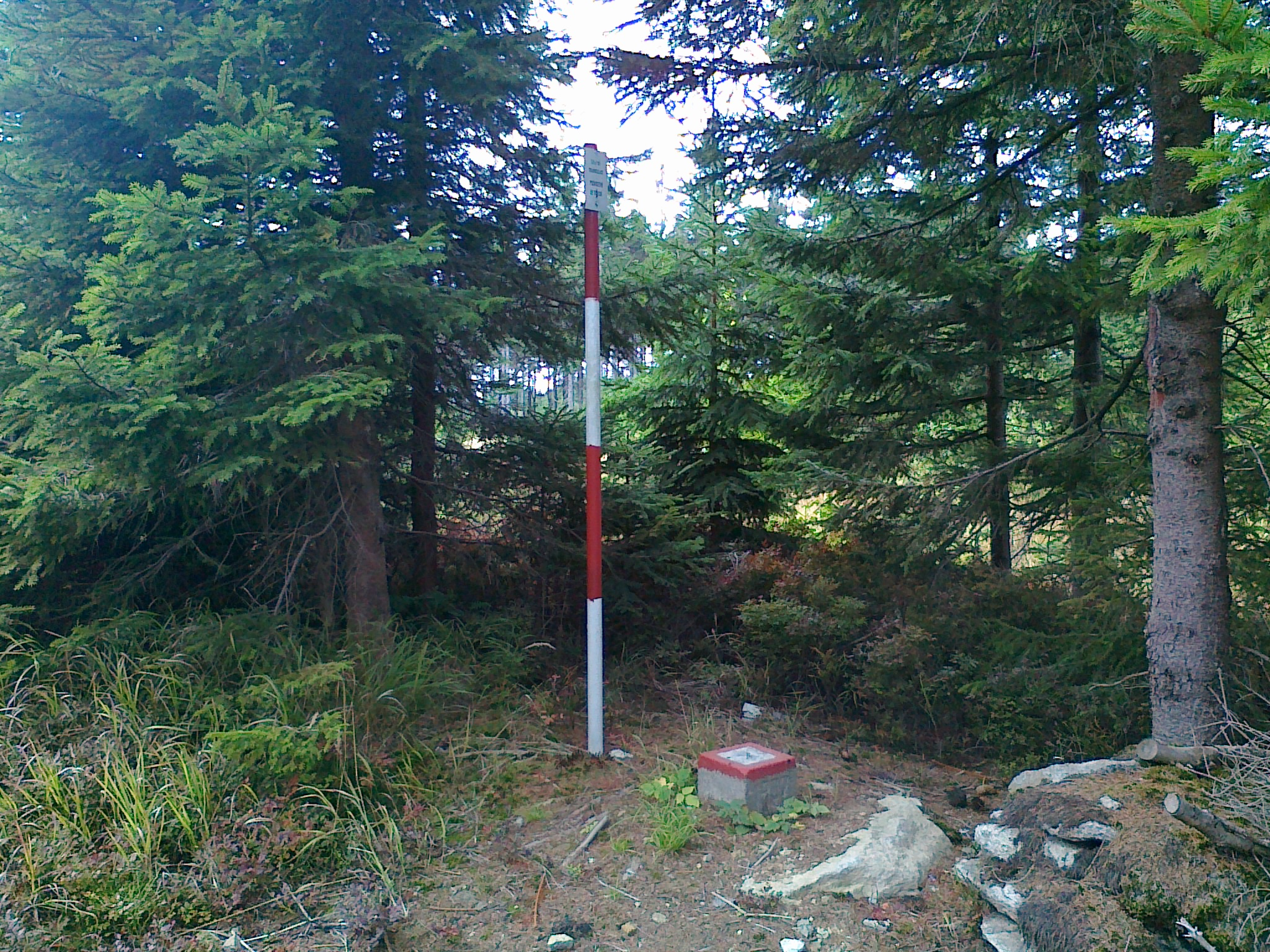
Punkt geodezyjny na połaci szczytowej góry Ucháč (2018 rok)

Ucháč jest górą o potrójnym szczycie. Na szczyt główny nie prowadzi żaden znakowany szlak turystyczny. Przez połać szczytową przechodzi droga główna łącząca wszystkie szczyty główny i drugorzędne. Szczyt znajduje się wśród zalesienia, przerzedzonego boru świerkowego, pokryty trawą wysokogórską. Połać szczytowa z uwagi na zalesienie nie jest punktem widokowym. Na połaci szczytowej znajduje się punkt geodezyjny wytyczony w 1937 roku, oznaczony na mapach geodezyjnych numerem (16.), o wysokości 1008,53 m n.p.m. oraz współrzędnych geograficznych (50°05′35,11″N 17°02′52,65″E/50,093086 17,047958), z widocznym koło niego zamontowanym stalowym słupkiem, pomalowanym na przemian w poziome pasy białe i czerwone, ostrzegającym przed jego zniszczeniem z tabliczką, z napisem Státní triangulace Poškození se trestá, oddalony o około 30 m na północny zachód od szczytu. Państwowy urząd geodezyjny o nazwie (cz. Český úřad zeměměřický a katastrální (CÚZK)) w Pradze podaje jako najwyższy punkt góry – szczyt – o wysokości 1009,6 m n.p.m. i współrzędnych geograficznych (50°05′34,8″N 17°02′54,0″E/50,093000 17,048333).
Dojście do szczytu następuje z niebieskiego szlaku turystycznego  od którego z przełęczy pomiędzy szczytem głównym a drugorzędnym Ucháč–SV biegnie nieoznakowana okalająca kopułę szczytową droga, którą należy przejść w prawo odcinek o długości około 630 m, dochodząc do przecinki stokowej w którą należy skręcić w lewo i przejść nią niewielkim podejściem odcinek o długości około 300 m dochodząc w ten sposób do połaci szczytowej.

### Szczyty drugorzędne
Poza szczytem głównym można wyróżnić dwa szczyty drugorzędne.
| Szczyty drugorzędne góry Ucháč |          |                   |                                 |                                               |  |
| Lp.                            | Szczyt   | Wysokość m n.p.m. | Odległość od szczytu głównego m | Współrzędne geograficzne                      |  |
| 1                              | Ucháč–JZ | 1010              | 180 na południowy zachód        | 50°05′32,8″N 17°02′45,5″E/50,092444 17,045972 |  |
| 2                              | Ucháč–SV | 933               | 900 na północny wschód          | 50°05′59,8″N 17°03′17,6″E/50,099944 17,054889 |  |

### Geologia
Pod względem geologicznym masyw góry Ucháč należy do jednostki określanej jako kopuła Keprníka i zbudowany jest ze skał metamorficznych, głównie: gnejsów, ortognejsów (biotytów), mylonitów, blasto-mylonitów oraz skał magmowych, głównie meta-granitów. Kształt masywu góry oraz występowanie granitu sugeruje jej wulkaniczne pochodzenie.

### Wody
Grzbiet główny (grzebień) góry Pradziad, biegnący od przełęczy Skřítek do przełęczy Červenohorské sedlo oraz dalej do przełęczy Ramzovskiej (cz. Ramzovské sedlo) jest częścią granicy Wielkiego Europejskiego Działu Wodnego, dzielącej zlewiska Morza Bałtyckiego i Morza Czarnego . 
Góra Ucháč położona jest na południowy zachód od tej granicy, należy więc do zlewni Morza Czarnego, do którego płyną wody m.in. z dorzecza Dunaju, będącego przedłużeniem płynących z tej części Wysokiego Jesionika rzek i górskich potoków (m.in. płynących w pobliżu góry potoków Přemyslovský potok, Losinka, Medvědí potok czy Sklená voda). Ze stoku północno-wschodniego bierze swój początek potok o nazwie Přemyslovský potok oraz z innych stoków kilka, krótkich, nienazwanych potoków, będących dopływami wspomnianych wcześniej potoków Losinka i Medvědí potok. Ponadto w odległości około 1,4 km na południowy zachód od szczytu, na wysokości około 750 m n.p.m. występuje źródło o nazwie (cz. Studánka U chaty), położone blisko zielonego szlaku turystycznego . Z uwagi na stosunkowo łagodne nachylenia stoków, w obrębie góry nie występują m.in. wodospady czy kaskady.

## Ochrona przyrody
Obszar na którym położona jest góra Ucháč jest jedynym w Wysokim Jesioniku, który nie znajduje się w obrębie wydzielonego obszaru objętego ochroną o nazwie Obszar Chronionego Krajobrazu Jesioniki (cz. Chráněná krajinná oblast (CHKO) Jeseníky), bowiem granica tego obszaru przebiega na północ od góry, przy drodze Rejhotice – Nové Losiny. U podnóża stoku północno-wschodniego góry, przy drodze Rejhotice – Nové Losiny, poza obszarem (CHKO) Jeseníky, utworzono rezerwat przyrody Přemyslovské sedlo (cz. Přírodní rezervace Přemyslovské sedlo). Na obszarze góry nie wytyczono żadnych ścieżek dydaktycznych lub nie utworzono innych obiektów nazwanych pomnikami przyrody.

### Rezerwat przyrody Přemyslovské sedlo

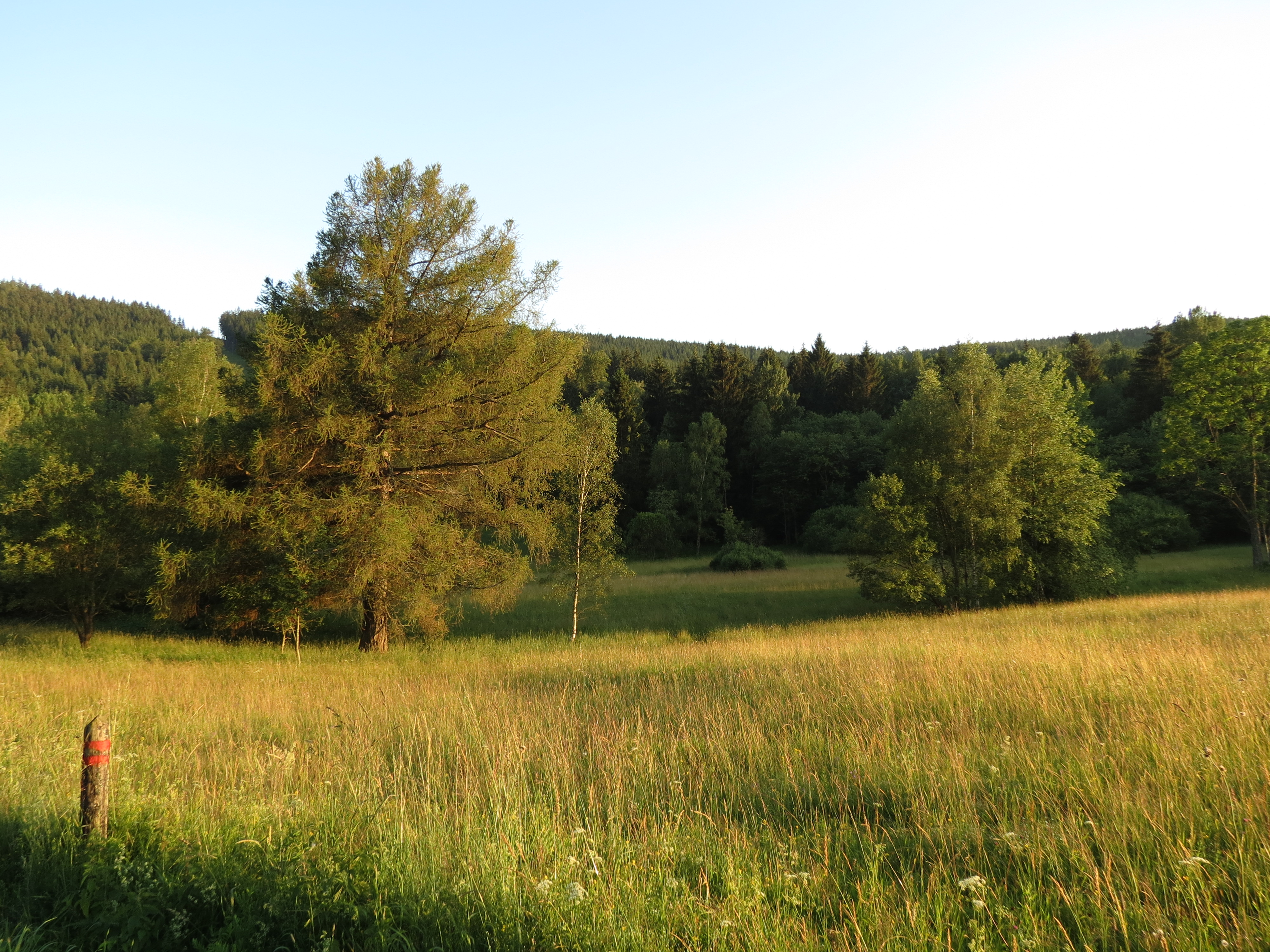
Widok na rezerwat przyrody Přemyslovské sedlo (2017 rok)

Rezerwat przyrody Přemyslovské sedlo położony jest na wysokościach (730–768) m n.p.m. u podnóża stoku północno-wschodniego góry, wokół płynącego potoku Přemyslovský potok. Jest to niewielki obszar powierzchni o areale 5,29 ha oraz dodatkowo 1,65 ha strefy otuliny ochronnej. Położony jest w odległości około 12,4 km na północny zachód od szczytu góry Pradziad i około 1,7 km na północny wschód od szczytu góry Ucháč. Rezerwat został utworzony 12 lutego 2001 w celu ochrony torfowych i wilgotnych łąk z występującymi na nich chronionymi gatunkami roślin. Mniej więcej połowa rezerwatu jest zalesiona, a drugą połowę jego obszaru tworzą chronione łąki. Teren rezerwatu nie jest udostępniony dla turystów, bowiem nie wytyczono na jego obszarze żadnej ścieżki dydaktycznej. Można podziwiać jego urok z przebiegającej przy nim drogi Rejhotice – Nové Losiny.

## Turystyka
Na górze Ucháč nie ma żadnego schroniska turystycznego lub hotelu górskiego. Do najbliższej miejscowości Loučná nad Desnou z bazą hoteli i pensjonatów jest od szczytu około 3 km w kierunku wschodnim. Ponadto do miejscowości Jindřichov z bazą pensjonatów jest od szczytu około 4 km w kierunku zachodnim. Nieco dalej, bo około 6,3 km od szczytu w kierunku południowym jest do miejscowości Velké Losiny z bazą hoteli i pensjonatów. Warto dodać, że na obszarze góry nie ma żadnych tzw. chat łowieckich.
Kluczowym punktem turystycznym jest skrzyżowanie turystyczne o nazwie (cz. Tři kameny (útulna)) z podaną na tablicy informacyjnej wysokością 897 m, przy którym postawiono wiatę turystyczną oraz przez które przechodzą szlaki turystyczne, szlak rowerowy i trasy narciarstwa biegowego.

### Szlaki turystyczne
Klub Czeskich Turystów (cz. Klub Českých Turistů) wytyczył w obrębie góry trzy szlaki turystyczne na trasach:
 Loučná nad Desnou – góra Loveč – góra Jelení skok – góra Ucháč – góra Pekařovský vrch – góra Studenec – góra Žárovec – góra Pršná – Hynčice nad Moravou – Hanušovice
 Kouty nad Desnou – góra Černá stráň – Přemyslov – góra Jelení skok – góra Jelení skalka – góra Ucháč – szczyt Tři kameny – Nove Losiny – góra Černá stráň – Branná
 Tři kameny (útulna) – góra Ucháč – góra Pekařovský vrch – góra Studenec – góra Chlum – góra Chmelný vrch – góra Křížový vrch – Velké Losiny

### Szlaki rowerowe
Przez stoki poprowadzono dwa szlaki rowerowe na trasach:
 Loučná nad Desnou – góra Seč – góra Čepel – góra Mravenečník – Medvědí hora – Kamenec (1) – góra Dlouhé stráně – góra Velká Jezerná – dolina rzeki Divoká Desná – Kouty nad Desnou – góra Černá stráň – przełęcz Přemyslovské sedlo – góra Tři kameny – góra Ucháč – góra Jelení skok – góra Loveč – góra Lískovec – Loučná nad Desnou
 Pekařovská cesta – góra Pekařovský vrch – góra Studenec – dolina potoku Račinka – Velké Losiny – góra Smrčná – Pod Lískovcem

### Trasy narciarskie
W okresach ośnieżenia w obrębie góry można skorzystać z wytyczonych na szlakach turystycznych i rowerowych oraz innych drogach tras narciarstwa biegowego. Ponadto na stoku północno-wschodnim góry wytyczono jedyną trasę narciarstwa zjazdowego oznaczoną jako Sjezdovka Dětská I (3) wchodzącą do kompleksu ośrodka narciarskiego o nazwie (cz. Ski Areál Přemyslov). Warto dodać, że pozostałe trasy zjazdowe tego ośrodka oznaczone numerami 1 i 2 wytyczono ze stoku sąsiedniej góry Jelení skalka.
 Nr 3 łatwa o długości 200 m z wyciągiem orczykowym